# Schijn
L'Schijn (en anversès ‘t Schaan) és un afluent de l'Escalda que neix en uns aiguamolls a Westmalle, un nucli del municipi de Malle a la província d'Anvers a Bèlgica. Desemboca parcialment entubat a l'Escalda via la dàrsena Lobroekdok a Anvers.
Les necessitats del desenvolupament del port d'Anvers fan fer que el curs inferior del riu a la ciutat d'Anvers va ser canviat i entubat. També a la plana al·luvial de l'Escalda es va dividir en uns quants braços (Klein Schijn, Schoon Schijn...) Des del 2005 es realitzen plans per a reobrir i revitalitzar el riu i augmentar l'accessibilitat per a peixos migratoris. El 2018 el govern conservador de la ciutat d'Anvers va abandonar aquest projecte, una decisió força criticada per les organitzacions de protecció de la natura.
Prop del Fort d'Oelegem, on forma la frontera entre els municipis de Ranst i de Schilde, alimenta l'Antitankgracht, un canal excavat entre les dues guerres mundials per a protegir la ciutat d'Anvers contra una eventual invasió alemanya. La resclosa servia per a submergir les terres i formar una defensa suplementari en cas d'agressió. En perdre la seva funció militar, va transformar-se en un biòtop molt interessant.

## Afluents
- El Klein Schijn (Schijn petit)
- Oudelandse Beek
- Laarse Beek
- Donkse Beek

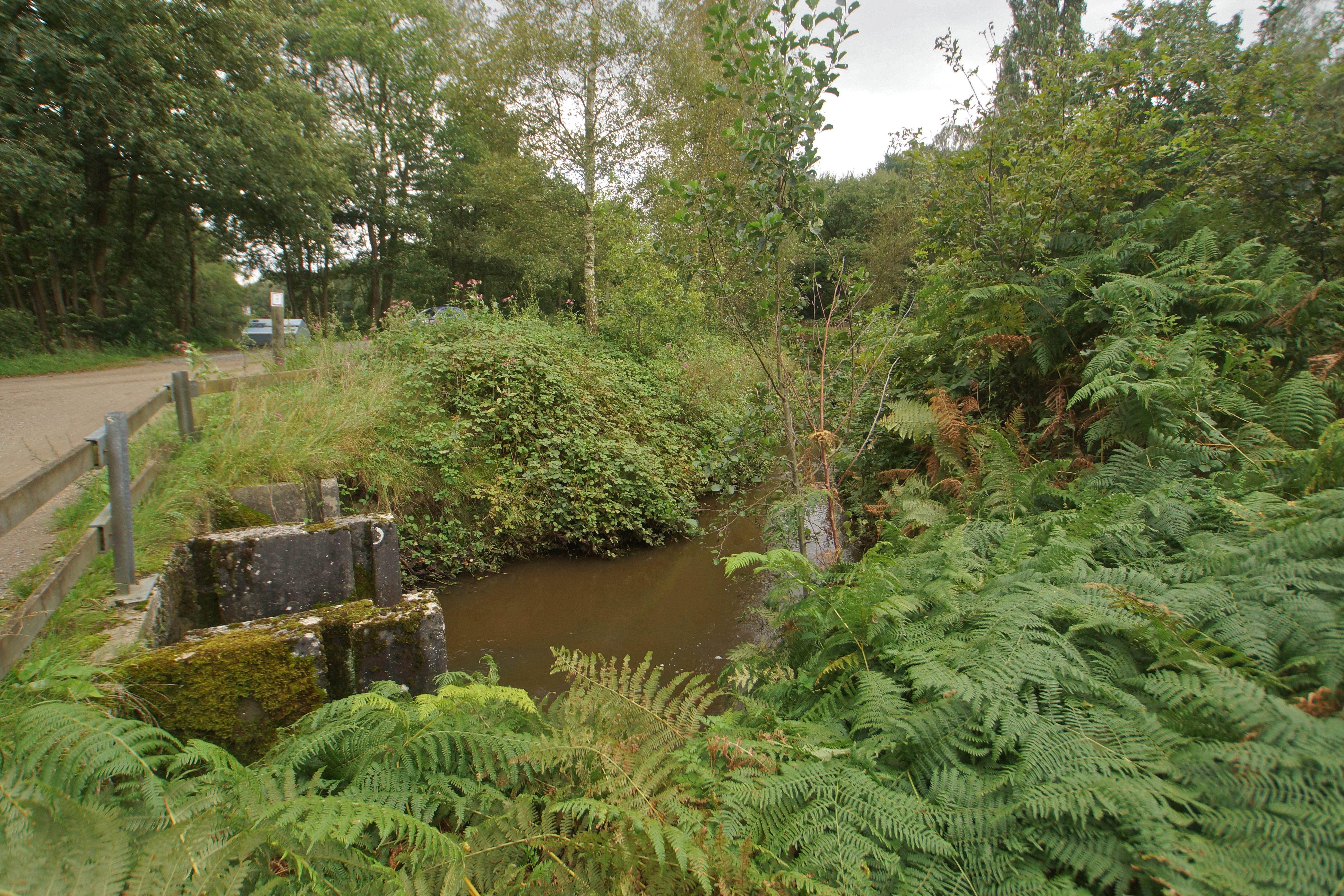
Resclosa al canal Antitankgracht